# Danh sách tiểu hành tinh: 12701–12800
| Tên                  | Tên đầu tiên | Ngày phát hiện       | Nơi phát hiện          | Người phát hiện                      |
| -------------------- | ------------ | -------------------- | ---------------------- | ------------------------------------ |
| 12701 Chénier        | 1990 GE      | 15 tháng 4 năm 1990  | La Silla               | E. W. Elst                           |
| 12702 -              | 1990 SR6     | 22 tháng 9 năm 1990  | La Silla               | E. W. Elst                           |
| 12703 -              | 1990 SV13    | 23 tháng 9 năm 1990  | La Silla               | H. Debehogne                         |
| 12704 Tupolev        | 1990 SL28    | 24 tháng 9 năm 1990  | Nauchnij               | L. V. Zhuravleva, G. R. Kastel'      |
| 12705 -              | 1990 TJ      | 12 tháng 10 năm 1990 | Siding Spring          | R. H. McNaught                       |
| 12706 -              | 1990 TE1     | 15 tháng 10 năm 1990 | Geisei                 | T. Seki                              |
| 12707 -              | 1990 UK      | 20 tháng 10 năm 1990 | Oohira                 | T. Urata                             |
| 12708 Van Straten    | 1990 UB4     | 16 tháng 10 năm 1990 | La Silla               | E. W. Elst                           |
| 12709 Bergen op Zoom | 1990 VN4     | 15 tháng 11 năm 1990 | La Silla               | E. W. Elst                           |
| 12710 Breda          | 1990 VQ5     | 15 tháng 11 năm 1990 | La Silla               | E. W. Elst                           |
| 12711 Tukmit         | 1991 BB      | 19 tháng 1 năm 1991  | Palomar                | J. Mueller                           |
| 12712 -              | 1991 EY3     | 12 tháng 3 năm 1991  | La Silla               | H. Debehogne                         |
| 12713 -              | 1991 FY3     | 22 tháng 3 năm 1991  | La Silla               | H. Debehogne                         |
| 12714 Alkimos        | 1991 GX1     | 15 tháng 4 năm 1991  | Palomar                | C. S. Shoemaker, E. M. Shoemaker     |
| 12715 Godin          | 1991 GR2     | 8 tháng 4 năm 1991   | La Silla               | E. W. Elst                           |
| 12716 Delft          | 1991 GD8     | 8 tháng 4 năm 1991   | La Silla               | E. W. Elst                           |
| 12717 -              | 1991 HK      | 16 tháng 4 năm 1991  | Dynic                  | A. Sugie                             |
| 12718 Le Gentil      | 1991 LF1     | 6 tháng 6 năm 1991   | La Silla               | E. W. Elst                           |
| 12719 Pingré         | 1991 LP2     | 6 tháng 6 năm 1991   | La Silla               | E. W. Elst                           |
| 12720 -              | 1991 NU3     | 6 tháng 7 năm 1991   | La Silla               | H. Debehogne                         |
| 12721 -              | 1991 PB      | 3 tháng 8 năm 1991   | Kiyosato               | S. Otomo                             |
| 12722 Petrarca       | 1991 PT1     | 10 tháng 8 năm 1991  | La Silla               | E. W. Elst                           |
| 12723 -              | 1991 PD10    | 7 tháng 8 năm 1991   | Palomar                | H. E. Holt                           |
| 12724 -              | 1991 PZ14    | 6 tháng 8 năm 1991   | Palomar                | H. E. Holt                           |
| 12725 -              | 1991 PP16    | 7 tháng 8 năm 1991   | Palomar                | H. E. Holt                           |
| 12726 -              | 1991 PQ16    | 7 tháng 8 năm 1991   | Palomar                | H. E. Holt                           |
| 12727 Cavendish      | 1991 PB20    | 14 tháng 8 năm 1991  | La Silla               | E. W. Elst                           |
| 12728 -              | 1991 RP1     | 10 tháng 9 năm 1991  | Dynic                  | A. Sugie                             |
| 12729 Berger         | 1991 RL7     | 13 tháng 9 năm 1991  | Tautenburg Observatory | F. Börngen, L. D. Schmadel           |
| 12730 -              | 1991 RU8     | 11 tháng 9 năm 1991  | Palomar                | H. E. Holt                           |
| 12731 -              | 1991 RW12    | 10 tháng 9 năm 1991  | Palomar                | H. E. Holt                           |
| 12732 -              | 1991 TN      | 1 tháng 10 năm 1991  | Siding Spring          | R. H. McNaught                       |
| 12733 -              | 1991 TV1     | 13 tháng 10 năm 1991 | Kiyosato               | S. Otomo                             |
| 12734 Haruna         | 1991 UF3     | 29 tháng 10 năm 1991 | Kitami                 | A. Takahashi, K. Watanabe            |
| 12735 -              | 1991 VV1     | 4 tháng 11 năm 1991  | Yatsugatake            | Y. Kushida, O. Muramatsu             |
| 12736 -              | 1991 VC3     | 13 tháng 11 năm 1991 | Kiyosato               | S. Otomo                             |
| 12737 -              | 1991 VW4     | 10 tháng 11 năm 1991 | Kiyosato               | S. Otomo                             |
| 12738 Satoshimiki    | 1992 AL      | 4 tháng 1 năm 1992   | Okutama                | T. Hioki, S. Hayakawa                |
| 12739 -              | 1992 DY7     | 29 tháng 2 năm 1992  | La Silla               | UESAC                                |
| 12740 -              | 1992 EX8     | 2 tháng 3 năm 1992   | La Silla               | UESAC                                |
| 12741 -              | 1992 EU30    | 1 tháng 3 năm 1992   | La Silla               | UESAC                                |
| 12742 Delisle        | 1992 OF1     | 26 tháng 7 năm 1992  | Caussols               | E. W. Elst                           |
| 12743 -              | 1992 PL2     | 2 tháng 8 năm 1992   | Palomar                | H. E. Holt                           |
| 12744 -              | 1992 SQ      | 16 tháng 9 năm 1992  | Dynic                  | A. Sugie                             |
| 12745 -              | 1992 UL2     | 21 tháng 10 năm 1992 | Kani                   | Y. Mizuno, T. Furuta                 |
| 12746 Yumeginga      | 1992 WC1     | 16 tháng 11 năm 1992 | Kitami                 | M. Yanai, K. Watanabe                |
| 12747 Michageffert   | 1992 YN2     | 18 tháng 12 năm 1992 | Caussols               | E. W. Elst                           |
| 12748 -              | 1993 BP3     | 30 tháng 1 năm 1993  | Yakiimo                | A. Natori, T. Urata                  |
| 12749 -              | 1993 CB      | 2 tháng 2 năm 1993   | Geisei                 | T. Seki                              |
| 12750 Berthollet     | 1993 DJ1     | 18 tháng 2 năm 1993  | Haute Provence         | E. W. Elst                           |
| 12751 Kamihayashi    | 1993 EU      | 15 tháng 3 năm 1993  | Kitami                 | K. Endate, K. Watanabe               |
| 12752 -              | 1993 FR35    | 19 tháng 3 năm 1993  | La Silla               | UESAC                                |
| 12753 Povenmire      | 1993 HE      | 18 tháng 4 năm 1993  | Palomar                | C. S. Shoemaker, E. M. Shoemaker     |
| 12754 -              | 1993 LF2     | 15 tháng 6 năm 1993  | Palomar                | H. E. Holt                           |
| 12755 Balmer         | 1993 OS10    | 20 tháng 7 năm 1993  | La Silla               | E. W. Elst                           |
| 12756 -              | 1993 QE1     | 19 tháng 8 năm 1993  | Palomar                | E. F. Helin                          |
| 12757 -              | 1993 RY11    | 14 tháng 9 năm 1993  | La Silla               | H. Debehogne, E. W. Elst             |
| 12758 Kabudari       | 1993 SM3     | 22 tháng 9 năm 1993  | Mérida                 | O. A. Naranjo                        |
| 12759 Joule          | 1993 TL18    | 9 tháng 10 năm 1993  | La Silla               | E. W. Elst                           |
| 12760 Maxwell        | 1993 TX26    | 9 tháng 10 năm 1993  | La Silla               | E. W. Elst                           |
| 12761 Pauwels        | 1993 TP38    | 9 tháng 10 năm 1993  | La Silla               | E. W. Elst                           |
| 12762 Nadiavittor    | 1993 UE1     | 16 tháng 10 năm 1993 | Farra d'Isonzo         | Farra d'Isonzo                       |
| 12763 -              | 1993 UQ2     | 19 tháng 10 năm 1993 | Palomar                | E. F. Helin                          |
| 12764 -              | 1993 VA2     | 11 tháng 11 năm 1993 | Kushiro                | S. Ueda, H. Kaneda                   |
| 12765 -              | 1993 VA3     | 11 tháng 11 năm 1993 | Kushiro                | S. Ueda, H. Kaneda                   |
| 12766 Paschen        | 1993 VV4     | 9 tháng 11 năm 1993  | Caussols               | E. W. Elst                           |
| 12767 -              | 1994 AS      | 4 tháng 1 năm 1994   | Oizumi                 | T. Kobayashi                         |
| 12768 -              | 1994 EQ1     | 10 tháng 3 năm 1994  | Oizumi                 | T. Kobayashi                         |
| 12769 Kandakurenai   | 1994 FF      | 18 tháng 3 năm 1994  | Kitami                 | K. Endate, K. Watanabe               |
| 12770 -              | 1994 GF      | 3 tháng 4 năm 1994   | Oizumi                 | T. Kobayashi                         |
| 12771 Kimshin        | 1994 GA1     | 5 tháng 4 năm 1994   | Kitami                 | K. Endate, K. Watanabe               |
| 12772 -              | 1994 GM1     | 14 tháng 4 năm 1994  | Oizumi                 | T. Kobayashi                         |
| 12773 Lyman          | 1994 PJ10    | 10 tháng 8 năm 1994  | La Silla               | E. W. Elst                           |
| 12774 Pfund          | 1994 PH22    | 12 tháng 8 năm 1994  | La Silla               | E. W. Elst                           |
| 12775 Brackett       | 1994 PX22    | 12 tháng 8 năm 1994  | La Silla               | E. W. Elst                           |
| 12776 Reynolds       | 1994 PT31    | 12 tháng 8 năm 1994  | La Silla               | E. W. Elst                           |
| 12777 Manuel         | 1994 QA1     | 27 tháng 8 năm 1994  | Pleiade                | Pleiade                              |
| 12778 -              | 1994 VJ1     | 4 tháng 11 năm 1994  | Oizumi                 | T. Kobayashi                         |
| 12779 -              | 1994 YA1     | 28 tháng 12 năm 1994 | Oizumi                 | T. Kobayashi                         |
| 12780 Salamony       | 1995 CE1     | 9 tháng 2 năm 1995   | Sudbury                | D. di Cicco                          |
| 12781 -              | 1995 EA8     | 12 tháng 3 năm 1995  | Ondřejov               | L. Šarounová                         |
| 12782 Mauersberger   | 1995 ED9     | 5 tháng 3 năm 1995   | Tautenburg Observatory | F. Börngen                           |
| 12783 -              | 1995 GV      | 7 tháng 4 năm 1995   | Oizumi                 | T. Kobayashi                         |
| 12784 -              | 1995 QE3     | 31 tháng 8 năm 1995  | Oizumi                 | T. Kobayashi                         |
| 12785 -              | 1995 ST      | 19 tháng 9 năm 1995  | Church Stretton        | S. P. Laurie                         |
| 12786 -              | 1995 SU      | 19 tháng 9 năm 1995  | Church Stretton        | S. P. Laurie                         |
| 12787 Abetadashi     | 1995 SR3     | 20 tháng 9 năm 1995  | Kitami                 | K. Endate, K. Watanabe               |
| 12788 Shigeno        | 1995 SZ3     | 22 tháng 9 năm 1995  | Nanyo                  | T. Okuni                             |
| 12789 -              | 1995 TX      | 14 tháng 10 năm 1995 | Kitt Peak              | C. W. Hergenrother                   |
| 12790 Cernan         | 1995 UT2     | 24 tháng 10 năm 1995 | Kleť                   | Kleť                                 |
| 12791 -              | 1995 UN4     | 20 tháng 10 năm 1995 | Oizumi                 | T. Kobayashi                         |
| 12792 -              | 1995 UL6     | 27 tháng 10 năm 1995 | Oizumi                 | T. Kobayashi                         |
| 12793 -              | 1995 UP8     | 30 tháng 10 năm 1995 | Nanyo                  | T. Okuni                             |
| 12794 -              | 1995 VL      | 2 tháng 11 năm 1995  | Oizumi                 | T. Kobayashi                         |
| 12795 -              | 1995 VA2     | 11 tháng 11 năm 1995 | Xinglong               | Beijing Schmidt CCD Asteroid Program |
| 12796 Kamenrider     | 1995 WF      | 16 tháng 11 năm 1995 | Kuma Kogen             | A. Nakamura                          |
| 12797 -              | 1995 WL4     | 20 tháng 11 năm 1995 | Oizumi                 | T. Kobayashi                         |
| 12798 -              | 1995 WZ4     | 24 tháng 11 năm 1995 | Oizumi                 | T. Kobayashi                         |
| 12799 von Suttner    | 1995 WF6     | 16 tháng 11 năm 1995 | Kleť                   | Kleť                                 |
| 12800 Oobayashiarata | 1995 WQ7     | 27 tháng 11 năm 1995 | Oizumi                 | T. Kobayashi                         |